# FRTB
FRTB (engelsk akronym för Fundamental Review of the Trading Book), som publicerades i januari 2016, är en uppsättning av förslag från Baselkommittén för banktillsyn för nya riskkapitalkrav för banker. Denna nya reform är en del av paketet Basel III,  som syftar till att stärka det finansiella systemet efter att ha noterat att de tidigare förslagen till bankreglering (Basel II) inte hindrade finanskrisen 2007-2008.